# دانشگاه تیرانا
دانشگاه تیرانا (آلبانیایی: Universiteti i Tiranës)، بزرگترین دانشگاه در کشور آلبانی است. این دانشگاه در ۱۶ سپتامبر ۱۹۵۷ زیر نظر وزارت علوم آلبانی تأسیس شد.
ساختمان اصلی توسط معمار ایتالیایی، گراردو بوسیو در سال ۱۹۴۰ در میدان مادر ترزا در مرکز شهر تیرانا واقع در جنوب شهر برنامه‌ریزی شده بود.
زبان اصلی آموزش در دانشگاه آلبانیایی است، اما تعدادی دانشکده زبان‌های خارجی از جمله دانشکده‌های زبان انگلیسی، فرانسوی، یونانی، ایتالیایی، اسپانیایی، آلمانی، چینی و زبان‌های دیگر نیز وجود دارد.
نام این دانشگاه پس از مرگ انور خوجه، رهبر آلبانی در سال ۱۹۸۵، تا سال ۱۹۹۲ به دانشگاه انور خوجه تیرانا تغییر نام داده بود.